# Fabrizio Boschi

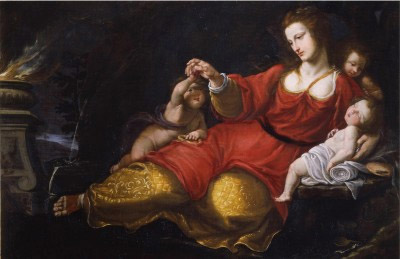
Alegoría de la Castidad.

Fabrizio Boschi (Florencia, 1572 - 1642), fue un pintor italiano activo en Florencia durante el primer Barroco.

## Biografía

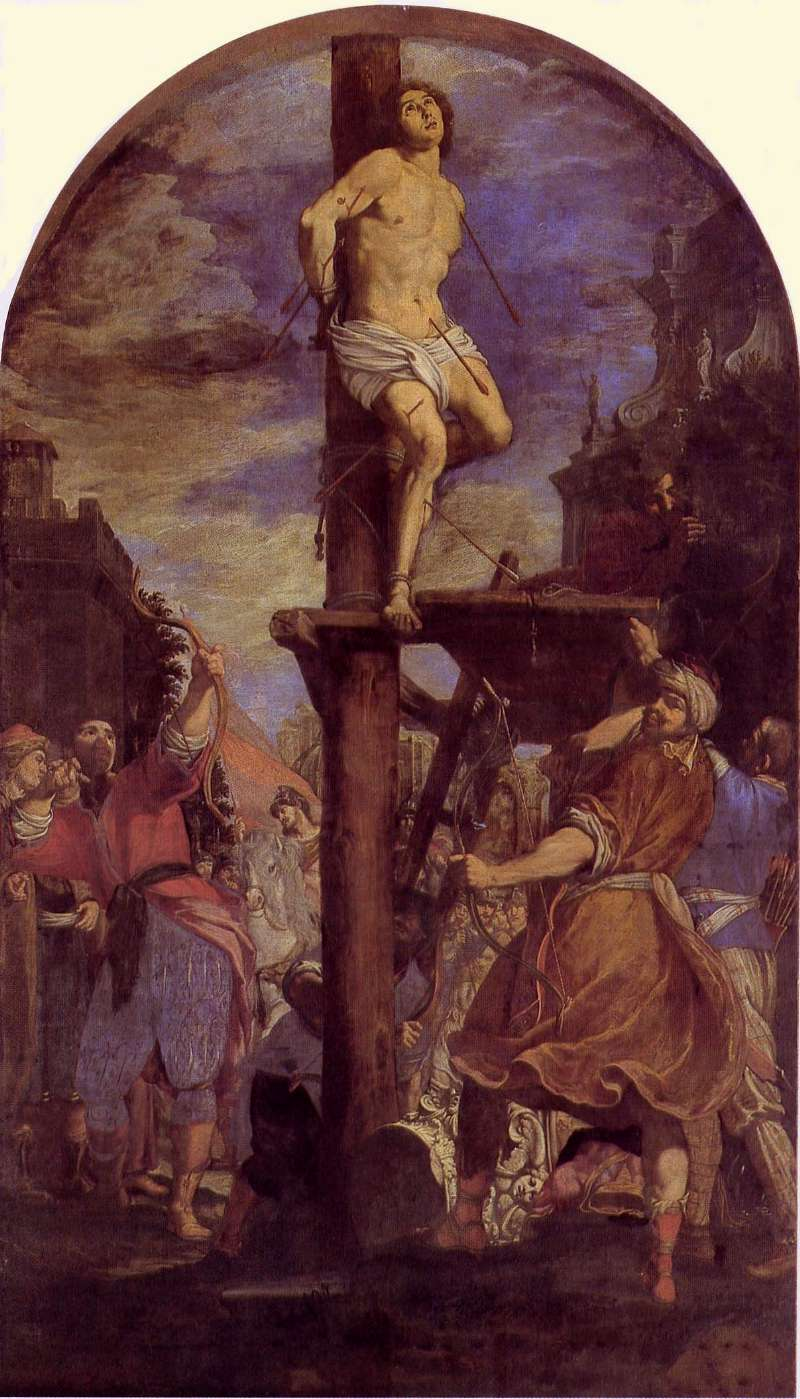
Martirio de San Sebastián, Santa Felicita, Florencia.

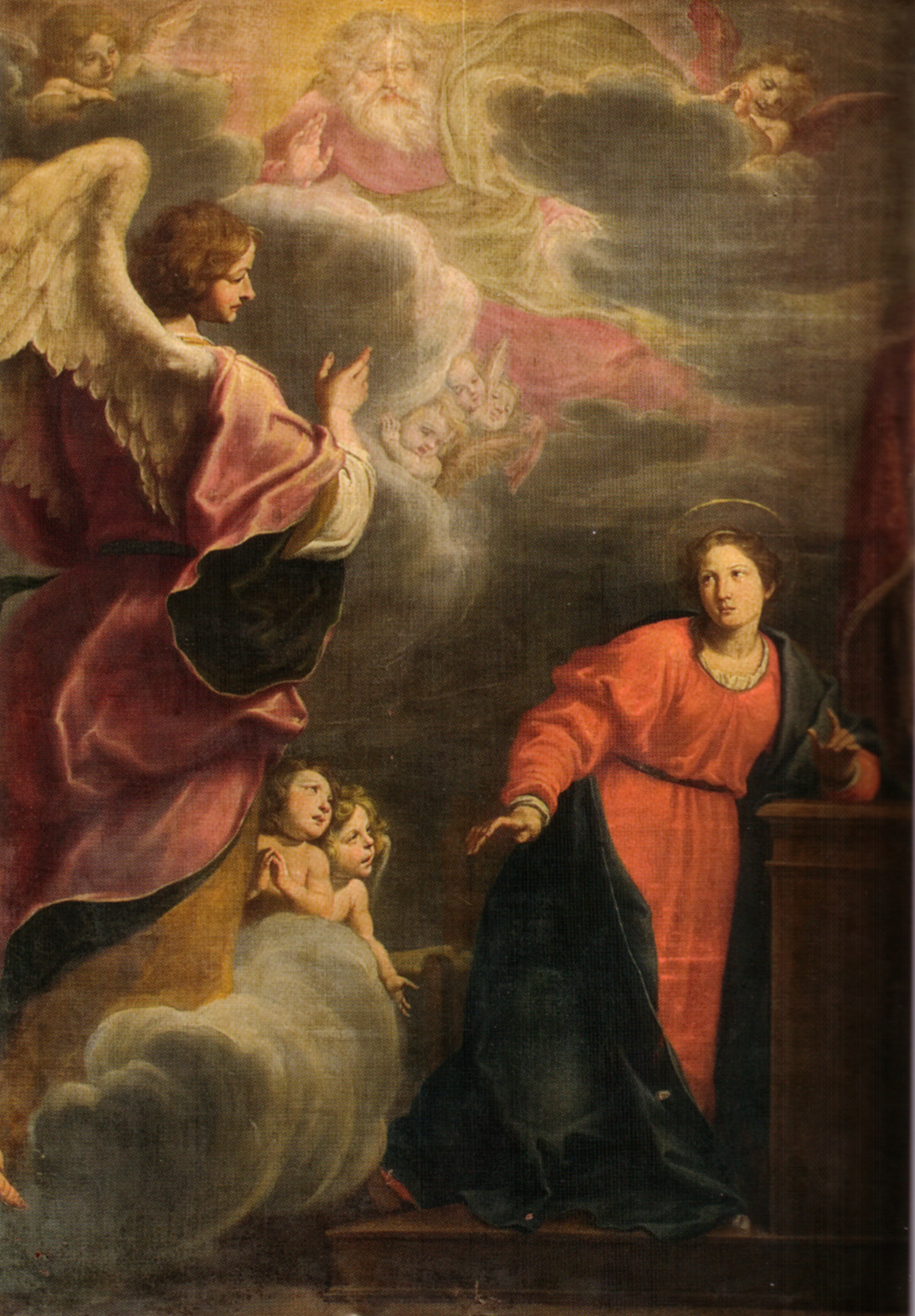
Anunciación, San Gaetano, Florencia.

Parece que empezó como alumno de Domenico Passignano. Pronto marchó a Roma para perfeccionar su arte. En 1606 volvió a su patria ya como un artista plenamente formado. En la capital vaticana había adquirido una notable grandiosidad en las composiciones, reforzada por grandes contrastes lumínicos y una gran expresividad de las figuras. Su estilo es ahora una acertada combinación entre la opulencia de Rubens y el naturalismo de Caravaggio.
En 1615 pintó para la Casa Buonarroti el Michelangelo presentando una maqueta de madera del Tribunal de la Rota en Via Giulia al papa Julio III, por encargo del sobrino del artista, Michelangelo Buonarroti el Joven.
Tuvo como discípulo a su hijo Francesco Boschi.
Filippo Baldinucci lo incluye entre sus artistas biografiados, refiriendo el fiero temperamento de Boschi y su vivaz imaginación.

## Obras destacadas
- Los israelitas recolectan el maná enviado por Dios
- Alegoría de la Castidad
- Santa Clara toma el velo de manos de San Francisco
- San Pedro y San Pablo son prendidos y conducidos al martirio (1606, Certosa di Galluzzo)
- Visión de San Bernardo de Claraval (1630-31, San Frediano in Cestello)
- San Pedro cura a una muchacha endemoniada (c. 1619-20, San Pietro in Jerusalem en San Gersolè)
- Castidad de Susana (1620, Palazzo della Provincia, Siena)
- Martirio de San Esteban (1617, Santa Felicita, Florencia)
- Anunciación (San Gaetano, Florencia)
- Herodías ofrece la cabeza del Bautista a Salomé (c. 1627-30, Museo de Chambéry)
- San Buenaventura celebra la misa (Ognissanti, Florencia)
- Asunción de la Virgen rodeada de ángeles y apóstoles (Santa Lucía, Florencia)